# Siempre aquí en mi piel
«Siempre aquí en mi piel» es una canción de la banda Pedro Suárez-Vértiz. La canción es interpretada por el mismo Pedro Suárez-Vértiz y por Guillermo Bussinger. Es la primera canción inédita del cantante desde el lanzamiento del álbum Amazonas en 2009, aunque no es una canción totalmente nueva ya que se trató de un material escrito entre 2009 y 2011.

## Músicos

### Pedro Suárez-Vértiz
- Pedro Suárez-Vértiz: Primera voz y guitarra acústica
- Guillermo Bussinger: Primera voz y guitarra eléctrica y coros
- Gonzalo Polar: Programación, saxo, teclados y coros
- Fernando Chávez: Bajo

### Reparto
- Producción musical y arreglos: Pedro Suárez-Vértiz y Gonzalo Polar.
- Primera voz y guitarra acústica: Pedro Suárez-Vértiz.
- Primera voz, guitarras eléctricas y coros: Guillermo Bussinger.

- Programación, saxo, teclados y coros: Gonzalo Polar.
- Bajo: Fernando Chávez.
- Grabación: Alex Arellano, Pedro Coll y Miguel Ángel Yance.
- Mezcla: Alex Arellano, Pedro Coll
- Masterización: Freddy Flores.

Grabado en MCA Estudios y Estudio La Sonora.
Mezclado en Estudio La Sonora, Lima, Perú. 
Editor: Solver Music Publishing.